# 波特維爾 (堪薩斯州)
波特維爾（英語：Porterville）為位在美國堪薩斯州波旁縣的非建制地區。

## 歷史
位在波特維爾的郵政局於1882年10月9日開業，之後持續營業直到1905年1月31日歇業。此地名由這裡的首任郵政局長L·G·波特（L. G. Porter）命名。